# 莫雷拉沃尔
莫雷拉沃尔，是西班牙安达卢西亚自治区格拉纳达省的一个市镇。总面积39平方公里，
2001年普查人口總數為919人，人口密度為每平方公里24人。